# Emerico d'Ungheria (santo)
Emerico d'Ungheria, o anche Imre o "Arrigo" (Székesfehérvár, tra 1000 e 1007 – Hegyközszentimre, 2 settembre 1031), fu principe ereditario d'Ungheria, canonizzato come santo nel 1083. La sua ricorrenza cade il 4 novembre ed è venerato dalla Chiesa cattolica.

## Biografia

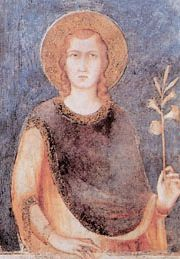
Sant'Emerico d'Ungheria in un affresco di Simone Martini ad Assisi

Emerico nacque a Székesfehérvár in un anno imprecisato tra il 1000 e il 1007 (o, secondo altre fonti, nel 1007), come secondogenito di Stefano I d'Ungheria e Gisella di Baviera. Fu l'unico dei tre figli della coppia a raggiungere l'età adulta. L'identità della moglie non è certa: la tradizione più diffusa vuole che sia Irene Monomachina, alcuni storici ipotizzano Patricissa di Croazia o Adelaide/Rixa di Polonia.
La sua educazione fu affidata, tra i 15 e i 23 anni, al vescovo di Csanád, Gerardo, che ne forgiò un carattere molto ascetico e spirituale. Destinato alla successione al trono del padre, che progettava una possibilità di coreggenza, non salì mai al potere per la prematura morte avvenuta durante una battuta di caccia a seguito delle ferite procurate da un cinghiale. Venne sepolto nella Basilica dell'Assunta, costruita dal padre a Székesfehérvár.

## Culto
Ladislao I d'Ungheria ne ordinò l'esumazione il 5 novembre 1083 per la canonizzazione che avvenne congiuntamente a quella del padre e del suo educatore ad opera di papa Gregorio VII. A favore della canonizzazione contarono sia la sua vita pia quanto le guarigioni miracolose e le conversioni che la tradizione vuole essere accadute sulla sua tomba.

## Ascendenza
|                                |                           |                                                       | Genitori                          |  |  | Nonni |  |  | Bisnonni                          |  |  | Trisnonni                        |  |
|                                |                           |                                                       |                                   |  |  |       |  |  | Taksony, gran principe d'Ungheria |  |  | Zoltán, gran principe d'Ungheria |  |
|                                |                           |                                                       |                                   |  |  |       |  |  | Taksony, gran principe d'Ungheria |  |  | Zoltán, gran principe d'Ungheria |  |
|                                |                           | figlia di Menumorut                                   |                                   |  |  |       |  |  | Taksony, gran principe d'Ungheria |  |  |                                  |  |
| Géza, gran principe d'Ungheria |                           |                                                       |                                   |  |  |       |  |  | Taksony, gran principe d'Ungheria |  |  |                                  |  |
|                                |                           | una nobildonna cumana                                 | …                                 |  |  |       |  |  |                                   |  |  |                                  |  |
|                                |                           | una nobildonna cumana                                 | …                                 |  |  |       |  |  |                                   |  |  |                                  |  |
|                                |                           | una nobildonna cumana                                 | …                                 |  |  |       |  |  |                                   |  |  |                                  |  |
| Stefano I, re d'Ungheria       |                           | una nobildonna cumana                                 |                                   |  |  |       |  |  |                                   |  |  |                                  |  |
|                                |                           | Gyula, principe di Transilvania                       | …                                 |  |  |       |  |  |                                   |  |  |                                  |  |
|                                |                           | Gyula, principe di Transilvania                       | …                                 |  |  |       |  |  |                                   |  |  |                                  |  |
|                                |                           | Gyula, principe di Transilvania                       | …                                 |  |  |       |  |  |                                   |  |  |                                  |  |
| Sarolta di Transilvania        |                           | Gyula, principe di Transilvania                       |                                   |  |  |       |  |  |                                   |  |  |                                  |  |
|                                |                           | …                                                     | …                                 |  |  |       |  |  |                                   |  |  |                                  |  |
|                                |                           | …                                                     | …                                 |  |  |       |  |  |                                   |  |  |                                  |  |
|                                |                           | …                                                     | …                                 |  |  |       |  |  |                                   |  |  |                                  |  |
| Emerico d'Ungheria             |                           | …                                                     |                                   |  |  |       |  |  |                                   |  |  |                                  |  |
|                                | Enrico I, duca di Baviera | Enrico I, duca di Sassonia e re dei Franchi Orientali |                                   |  |  |       |  |  |                                   |  |  |                                  |  |
|                                | Enrico I, duca di Baviera | Enrico I, duca di Sassonia e re dei Franchi Orientali |                                   |  |  |       |  |  |                                   |  |  |                                  |  |
|                                | Enrico I, duca di Baviera | Matilde di Ringelheim                                 |                                   |  |  |       |  |  |                                   |  |  |                                  |  |
| Enrico II, duca di Baviera     | Enrico I, duca di Baviera |                                                       |                                   |  |  |       |  |  |                                   |  |  |                                  |  |
|                                |                           | Giuditta di Baviera                                   | Arnolfo, duca di Baviera          |  |  |       |  |  |                                   |  |  |                                  |  |
|                                |                           | Giuditta di Baviera                                   | Arnolfo, duca di Baviera          |  |  |       |  |  |                                   |  |  |                                  |  |
|                                |                           | Giuditta di Baviera                                   | Giuditta del Friuli               |  |  |       |  |  |                                   |  |  |                                  |  |
| Gisella di Baviera             |                           | Giuditta di Baviera                                   |                                   |  |  |       |  |  |                                   |  |  |                                  |  |
|                                |                           | Corrado III, re delle Due Borgogne                    | Rodolfo II, re delle Due Borgogne |  |  |       |  |  |                                   |  |  |                                  |  |
|                                |                           | Corrado III, re delle Due Borgogne                    | Rodolfo II, re delle Due Borgogne |  |  |       |  |  |                                   |  |  |                                  |  |
|                                |                           | Corrado III, re delle Due Borgogne                    | Berta di Svevia                   |  |  |       |  |  |                                   |  |  |                                  |  |
| Gisella di Borgogna            |                           | Corrado III, re delle Due Borgogne                    |                                   |  |  |       |  |  |                                   |  |  |                                  |  |
|                                |                           | Adelaide di Bellay                                    | …                                 |  |  |       |  |  |                                   |  |  |                                  |  |
|                                |                           | Adelaide di Bellay                                    | …                                 |  |  |       |  |  |                                   |  |  |                                  |  |
|                                |                           | Adelaide di Bellay                                    | …                                 |  |  |       |  |  |                                   |  |  |                                  |  |
|                                |                           | Adelaide di Bellay                                    |                                   |  |  |       |  |  |                                   |  |  |                                  |  |